# Palleløfter
En palleløfter eller en pallevogn er en vogn der er beregnet til at flytte paller med.
De simple modeller har to gafler, der passer i hullerne under pallen, og med et hydrauliksystem indbygget i håndtaget kan man løfte gaflerne mellem 5 og 25 cm fra jorden, alt efter model. Med et greb udløses en ventil, hvorefter gaflerne sænkes og palleløfteren kan trækkes ud. Vognen trækkes eller skubbes som en trækvogn.
Der findes også mindre typer med kun en gaffel, beregnet til løft af kvart-paller. Disse ses mest i forretninger og mindre lagervirksomheder.
De mere avancerede modeller har elmotor og kontakter til at styre løfte/sænkemekanismen og kørslen, og eventuelt er der en plade som fragtføreren kan stå på. Disse palleløftere adskiller sig normalt kun fra gaffelstablere i kraft af den begrænsede løftehøjde.
En palleløfter kræver ikke truckcertifikat.
Palleløftere ses i de fleste større butikker, lagre og på mange distributionsbiler.
Den gængse farve er gul, orange eller rød (signalfarve), men man ser også en del andre fabriksfarver, og visse steder maler ejeren redskabet for at kunne kende det, hvis nogen låner uden at spørge.

## Galleri
- Alm. palleløfter
- Alm. palleløfter (håndtag)
- Alm. palleløfter (løftet)
- Lang palleløfter
- Lang palleløfter
- Palleløfter med indbygget vægt
- Elektrisk palleløfter
- Elektrisk palleløfter